# Реліктові дуби (пам'ятка природи)
Релі́ктові дуби́ — ботанічна пам'ятка природи місцевого значення в Україні. Розташована в межах Кіцманського району Чернівецької області, у селі Стрілецький Кут. 
Площа 0,01 га. Перебуває у віданні Стрілецько-Кутської сільської ради. 
Статус надано з метою збереження двох екземплярів дуба звичайного, віком бл. 130 років.

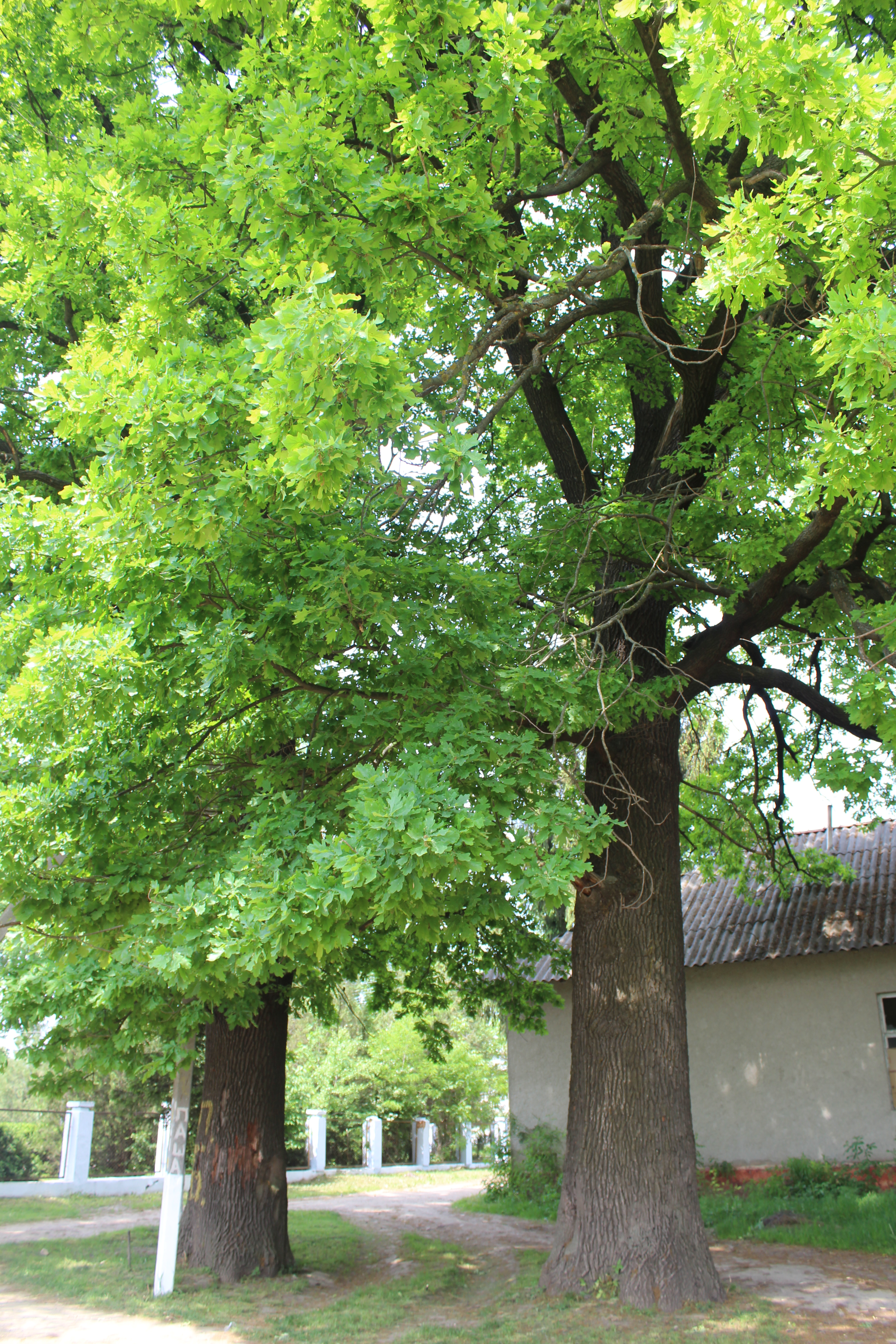